# Granja do Ulmeiro
Granja do Ulmeiro ist eine Gemeinde (Freguesia) im Kreis (Concelho) von Soure.

## Geschichte
An der Hauptkirche des Ortes hat man in einer archäologischen Fundstätte römische Grabstätten und Gegenstände gefunden, die eine römische Besiedlung belegen. Auch gibt es Hinweise auf eine römische Straße, die über eine Steinbrücke beim heutigen Bahnhof verlief und den Rio Munda, den heutigen Mondego überquerte.
Der Ort wurde vermutlich in den Zeiten nach D.Afonso Henriques gegründet, als das im Zuge der Reconquista eroberte Land christlich besiedelt wurde. Der Name „Granja do Ulmeiro“ bedeutet „Scheune des Ulmenhains“ oder auch „Bauernhof des Ulmenhains“. So soll es hier Ulmen-bewachsenen Grundbesitz gegeben haben, auf dem Bauern angesiedelt wurden, und der später dem Orden der Christusritter überschrieben wurde.
Granja do Ulmeiro gehörte lange zum Kreis ("Concelho") von Santo Varão. Bei der Auflösung des Kreises am 24. Juli 1853 kam die Gemeinde an den Kreis Montemor-o-Velho und gehört seit dem 31. Dezember 1853 zum Kreis Soure.
Mitte des 19. Jahrhunderts wurden im Zuge des Eisenbahnbaus bei der Errichtung des Bahnhofes Alfarelos und seiner Wartungsanlagen Umsiedlungen und Neuordnungen im Ort vorgenommen, der seitdem einen Bevölkerungszuwachs erlebte.

## Sehenswürdigkeiten
Die Hauptkirche ("Igreja Matriz") ist eine Erweiterung der ursprünglichen, dem Erzengel Gabriel gewidmeten Kirche des Infante D.Henrique (Heinrich der Seefahrer) aus dem 15. Jahrhundert.
Das vergoldete Altarretabel aus dem 17. Jahrhundert besitzt zwei Salomonische Säulen und verschiedene Darstellungen und Figuren, z. T. aus dem 16. Jahrhundert. Davor steht ein verzierter Steinaltar aus der zweiten Hälfte des 18. Jahrhunderts. In der Kirche findet man die steinerne Darstellung der Drachenbezwingung des heiligen Georg und die der Mantel-Teilung des heiligen Martin, beide aus dem 17. Jahrhundert. In der rechten Kapelle zeigt ein bemaltes Holzretabel aus der zweiten Hälfte des 17. Jahrhunderts den heiligen Michael und darüber die heilige Jungfrau mit anderen Heiligendarstellungen.
Sehenswert sind auch die verschiedenen, teilweise mit Kacheln verkleideten Kapellen der Gemeinde, der Pranger, und die Quellbrunnen Gabrielos, Casal dos Galegos, Padaria und Senhora da Vida.

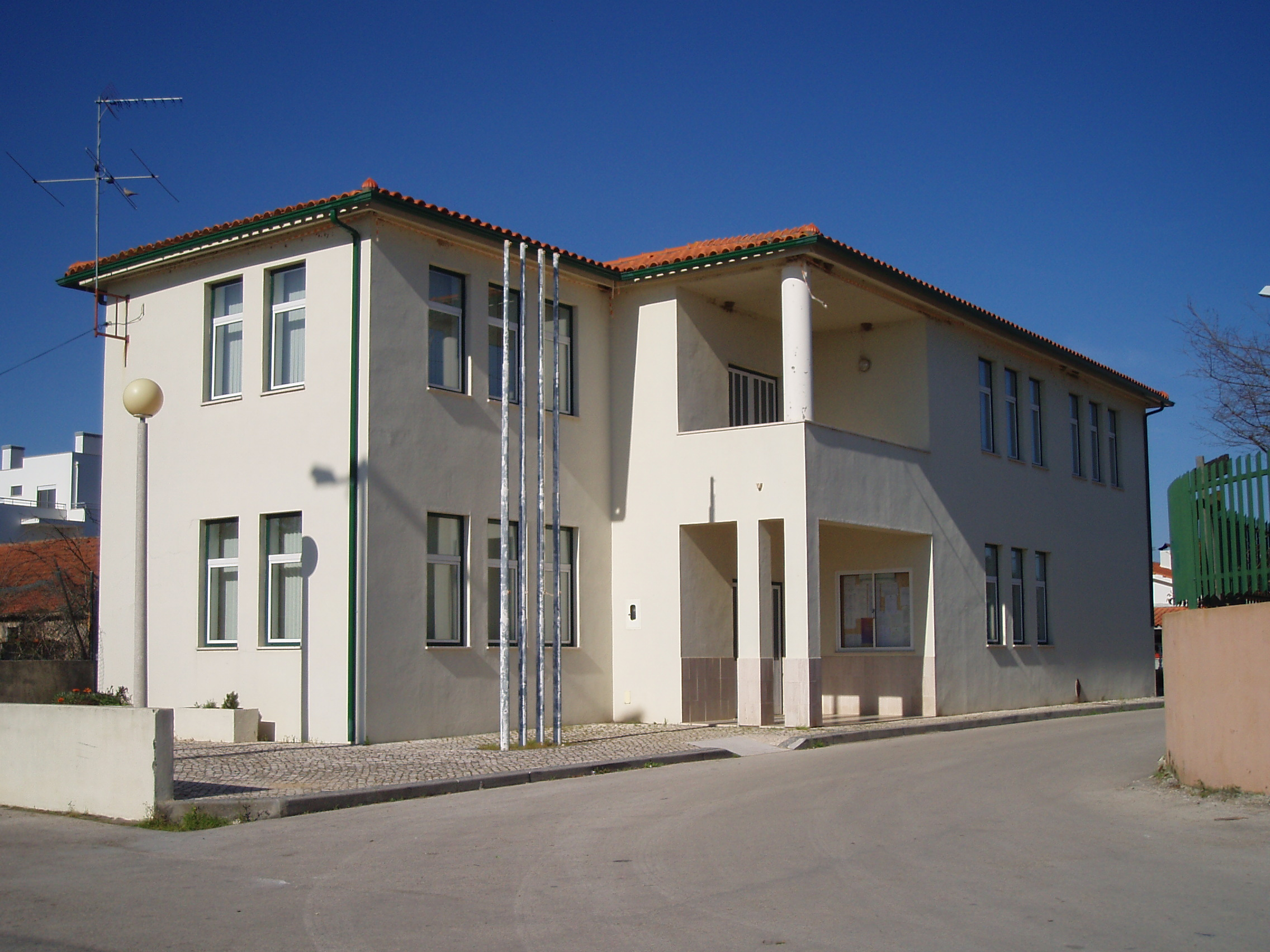
Die Gemeindeverwaltung (port. Junta de Freguesia)

## Verwaltung
Die Gemeinde Granja do Ulmeiro besteht aus den Ortschaften:
- Alagoas
- Casal dos Galegos
- Gabrielos
- Granja do Ulmeiro
- Outeiro de Gabrielos
- Painça de Cima

## Kultur und Gemeinwesen

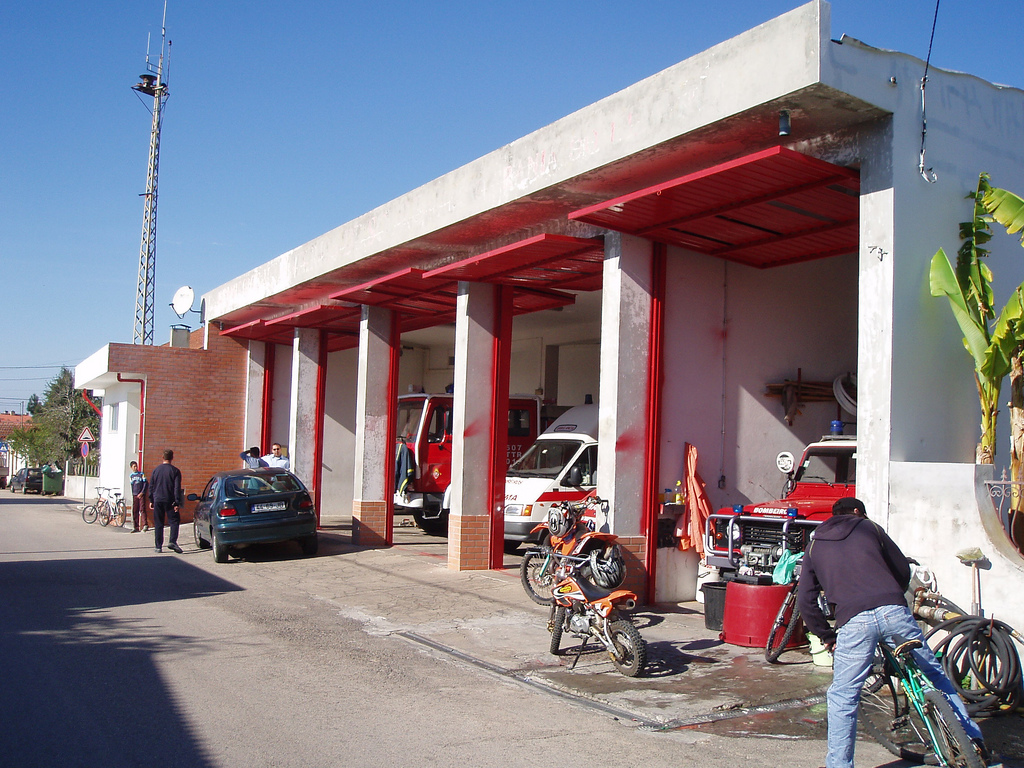
Freiwillige Feuerwehr Soure, 4. Sektion in Granja do Ulmeiro

- Die Associação de Granja do Ulmeiro, Cultura Desporto e Recreio ist ein vielseitig aktiver Kultur-, Sport- und Freizeitverein.
- Im Ort ist mit der 4. Sektion der Bombeiros Voluntários de Soure eine Freiwillige Feuerwehr ansässig.
- Der Fußballverein Clube de Futebol Ulmeirense unterhält auch eine Theatergruppe.
- Der Rancho Flores de Granja do Ulmeiro ist ein Folklore- und Volkstanz-Verein und wurde 1921 gegründet.
- Das am 8. Dezember 1959 gegründete Centro de Assistência Paroquial de Granja do Ulmeiro (Gemeinde-Unterstützungszentrum) beherbergt heute Einrichtungen wie Kindertagesstätte, Kindergarten und Alten-Pflegedienst.
- Es existieren im Ort eine Vorschule, eine Grundschule und eine Oberschule, die nächste gymnasiale Oberstufe wird in der Kreisstadt Soure angeboten.
- Im Ort sind eine Gesundheitsstation und eine Apotheke ansässig.
- In jedem Jahr wird 7 Wochen nach Ostern in Granja do Ulmeiro das Fest der Nossa Senhora da Vida begangen (dt.: Unsere Liebe Frau des Lebens), mit Prozession und Gottesdienst, aber auch mit Musikumzügen, Märkten, Feuerwerk und Tanzveranstaltungen.

## Sport
Überregional am bedeutendsten ist die Hallenfußball-Abteilung (Futsal) der Associação de Granja do Ulmeiro (Secção de Futsal), die in der dritten Liga des Landes spielt.
Der Fußballverein Clube de Futebol Ulmeirense wurde 1930 gegründet und hat in späteren Jahren zusätzlich eine Theatergruppe eröffnet.
Brieftaubensport wird im Verein Desportivo Columbófilo da Granja do Ulmeiro betrieben.
Im Clube Desportivo de Caça e Pesca de Granja do Ulmeiro wird Sportangeln und Jagd betrieben.

## Verkehr

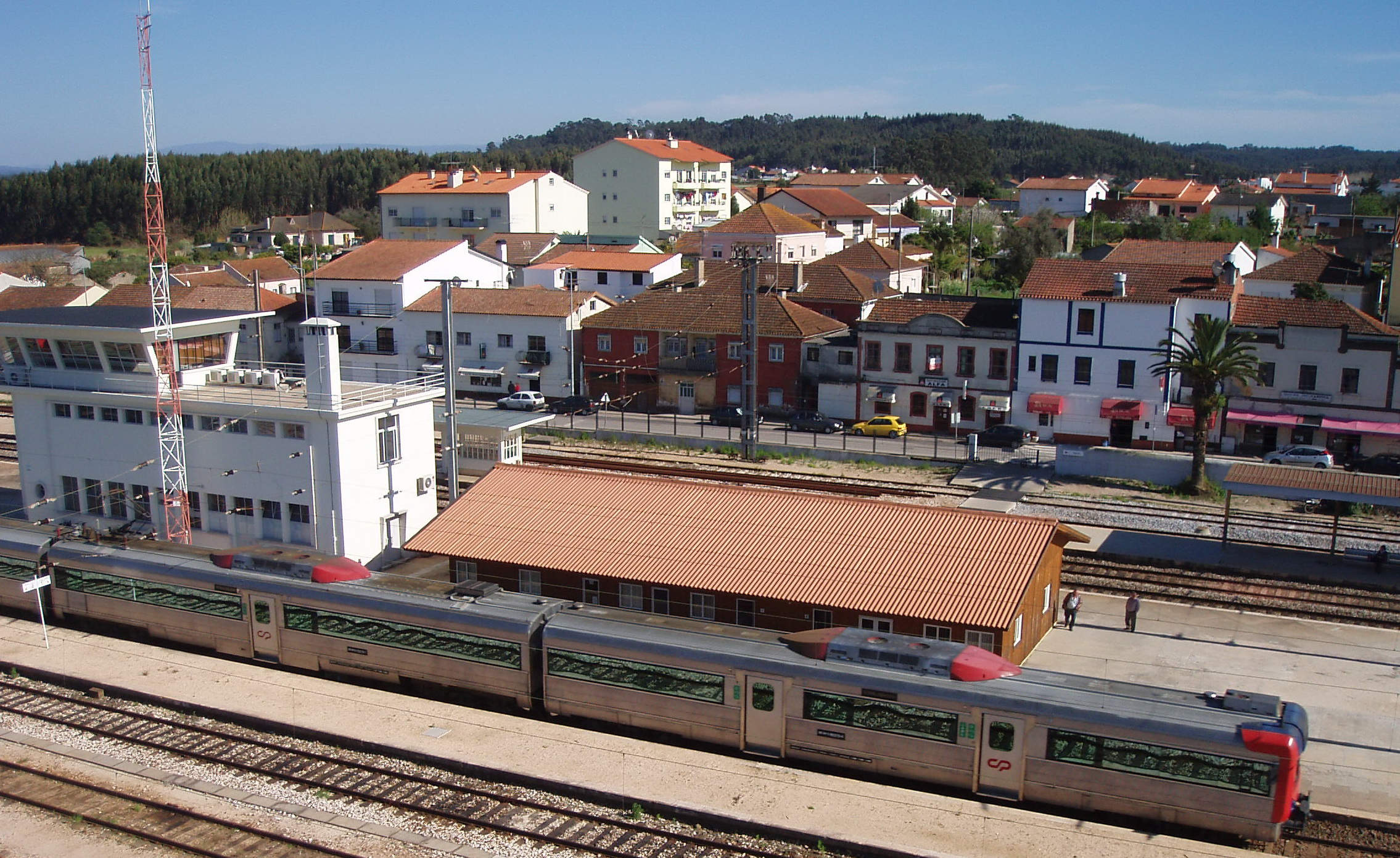
Der Bahnhof von Alfarelos/Granja do Ulmeiro

### Eisenbahn
In Granja do Ulmeiro liegt der Bahnhof "Alfarelos/Granja do Ulmeiro", meist nur mit "Alfarelos" aufgeführt. Er liegt an der Bahnstrecke Linha do Norte (Lissabon - Porto). Durch die Trasse Ramal de Alfarelos hat der Ort auch Anschluss an die Linha do Oeste mit deren Endstationen Sintra und Figueira da Foz.

### Autobahn
Über die Nationalstraße 341 ist Granja do Ulmeiro mit dem 15 Kilometer entfernten Anschlusspunkt Coimbra Sul an die A1 angebunden.

## Galerie

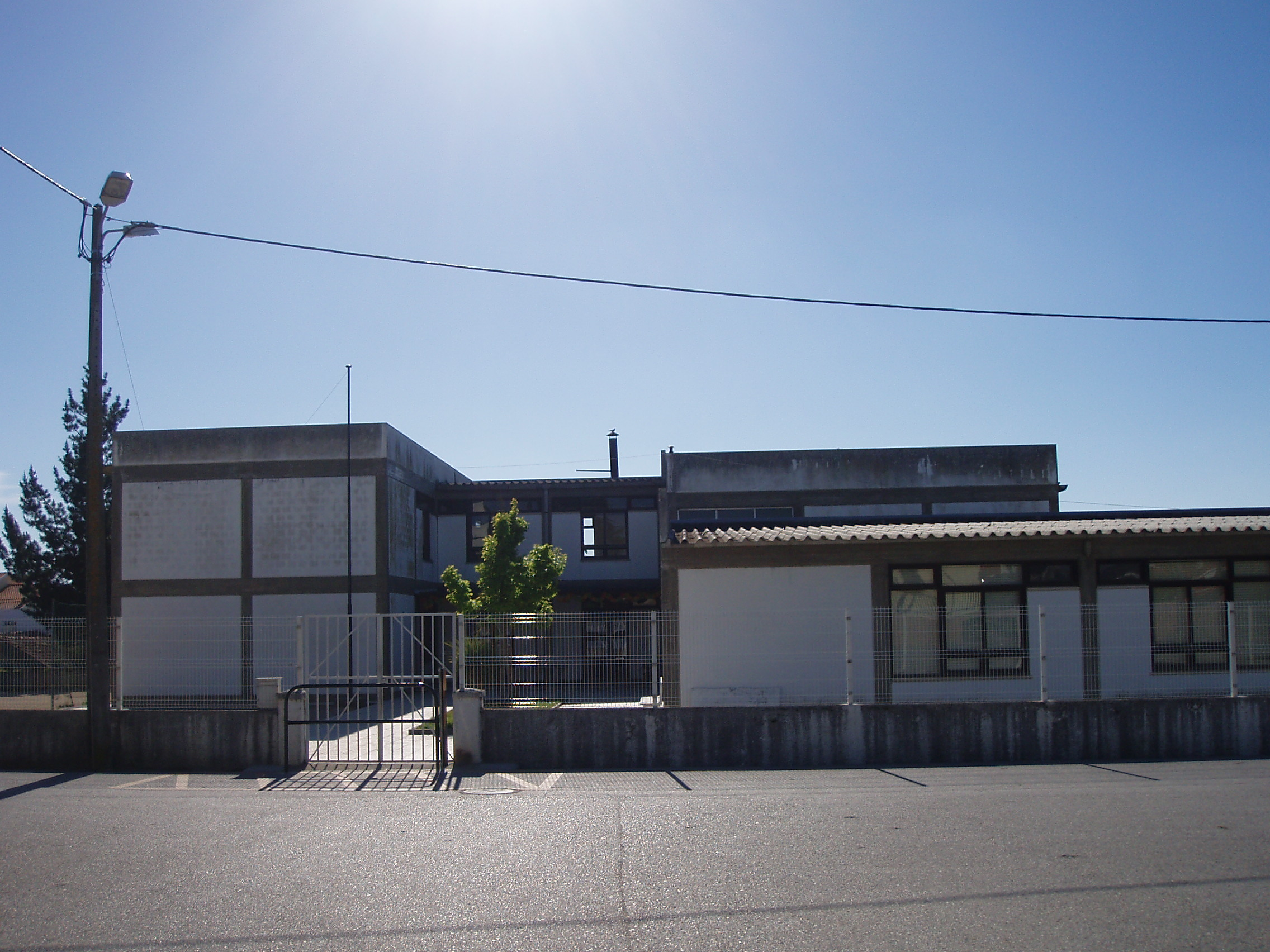
Die Grundschule
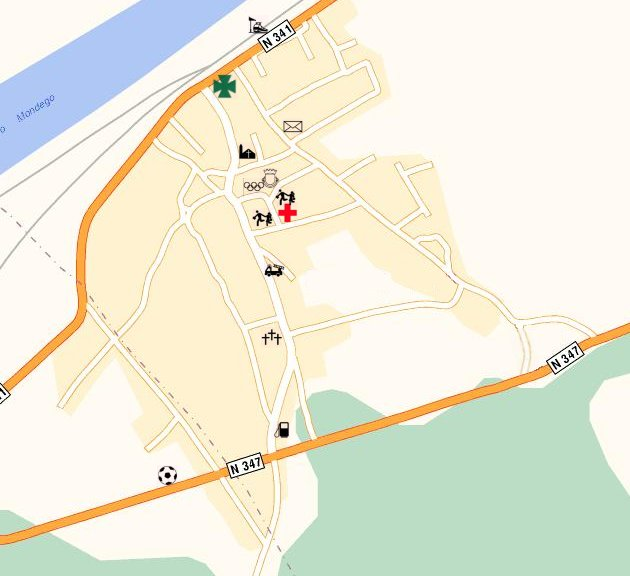
Karte des Ortes
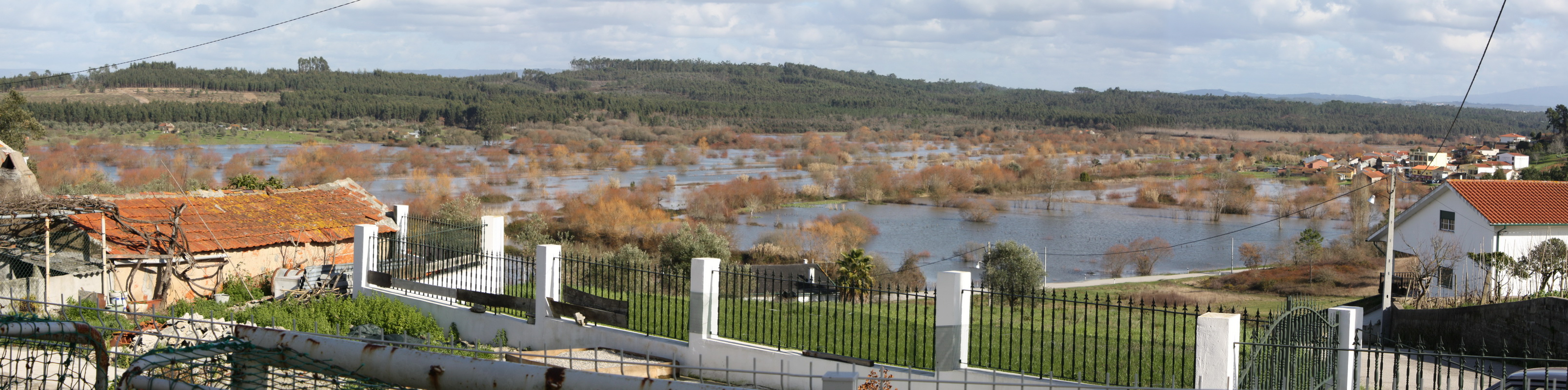
Winterlich überfluteter Fluss "Rio Ega"
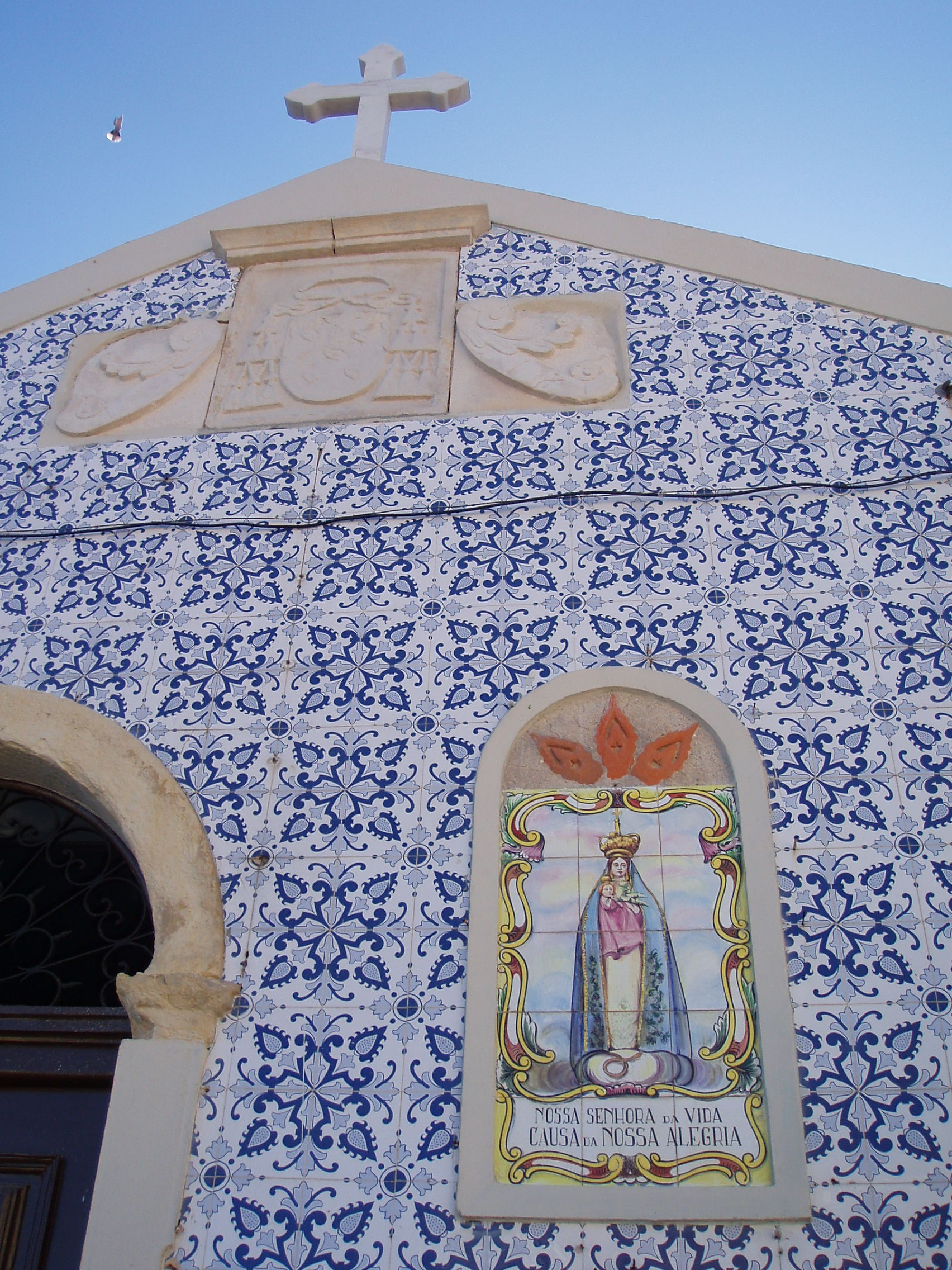
Kapelle "Nossa Senhora da Vida"
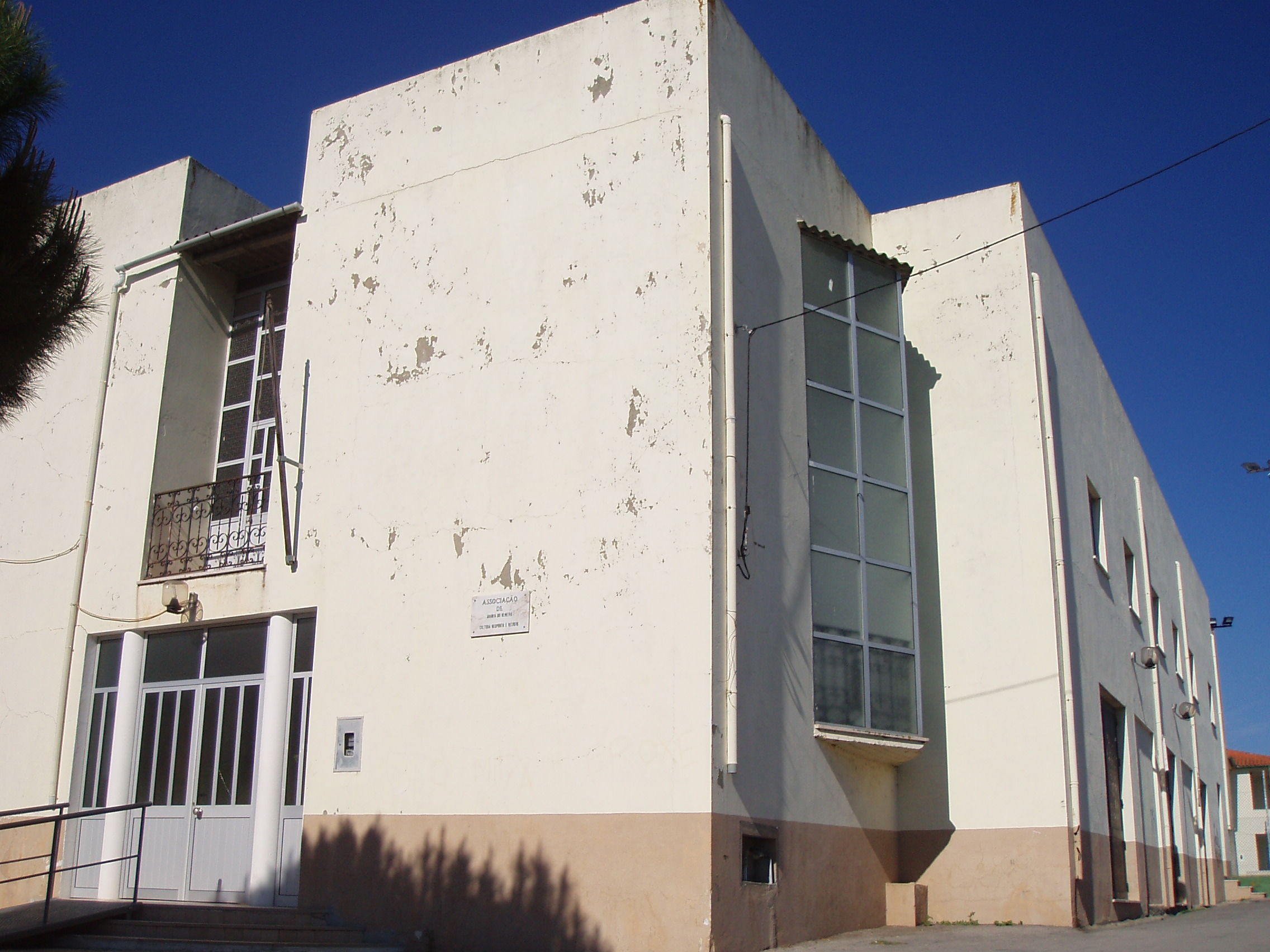
Die "Associação Granja do Ulmeiro"
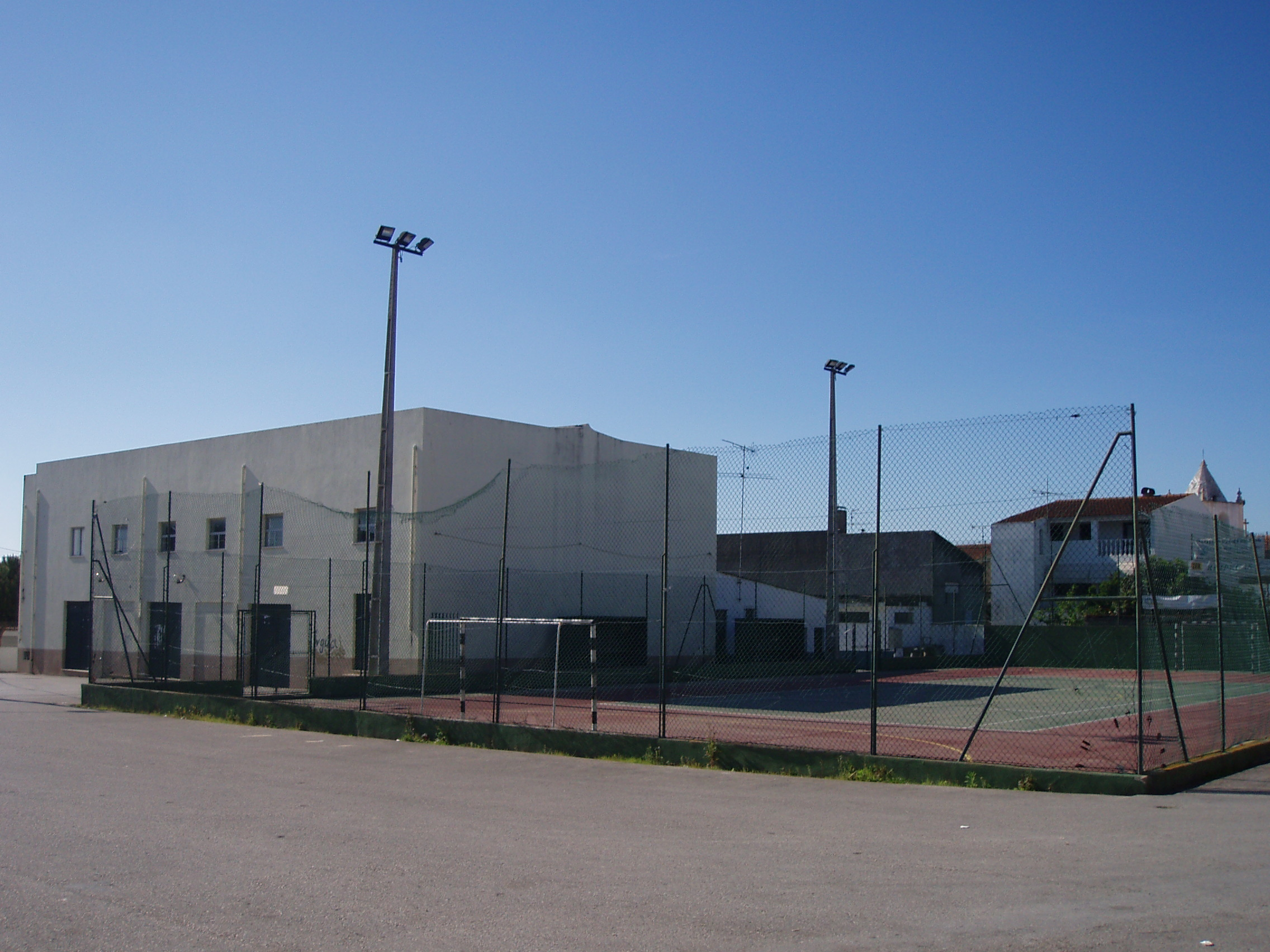
Sportkomplex der "Associação Granja do Ulmeiro"
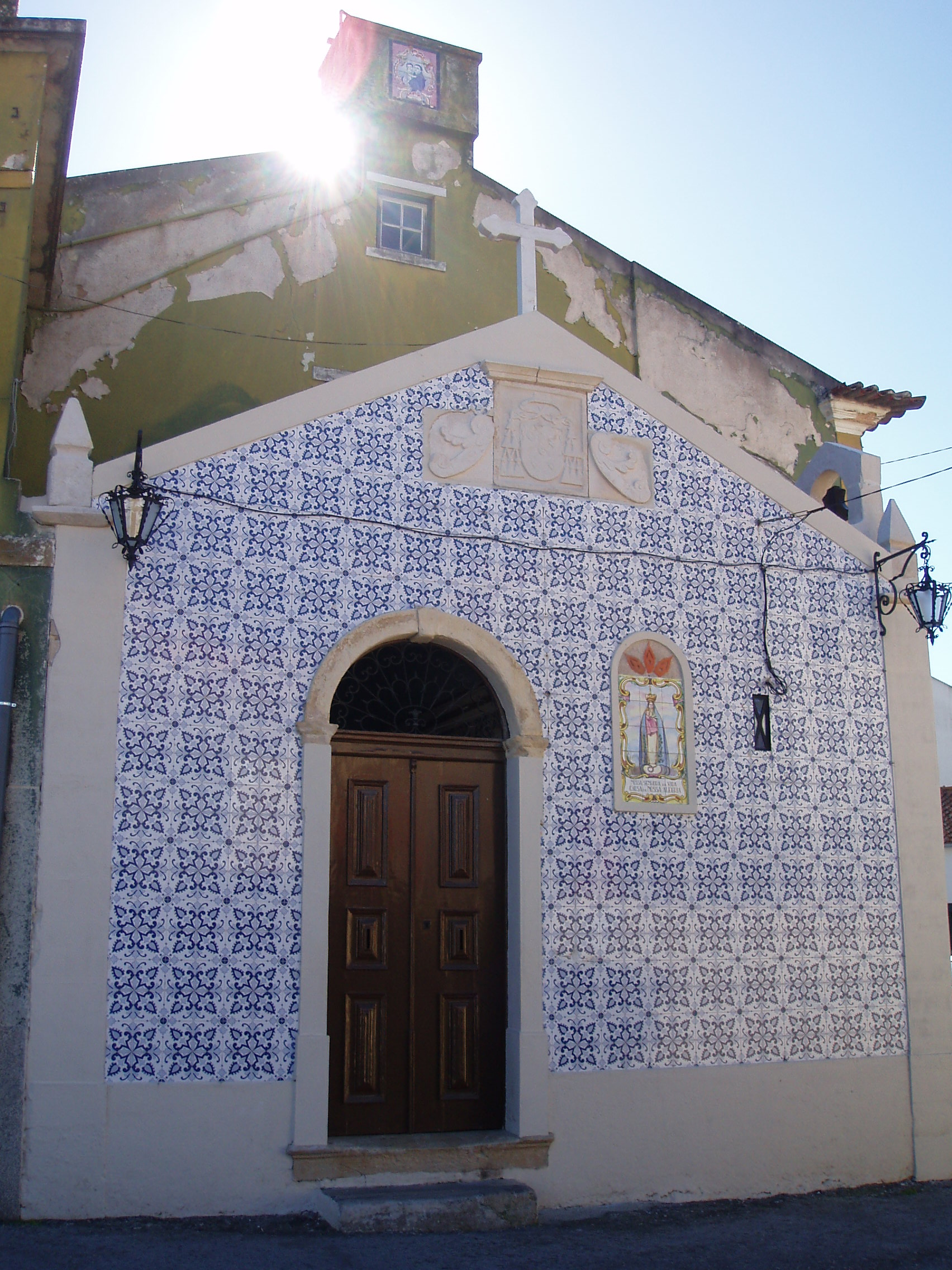
Kapelle "Nossa Senhora da Vida"